# Río Steinlach
El Steinlach es un río, con una longitud de 26 kilómetros, en Baden-Württemberg, Alemania. Es un afluente del Neckar.
Tiene su nacimiento en la Eckenbachgraben, una brecha en la Jura de Suabia. El origen está en el territorio de la ciudad de Mössingen, a una altitud de 700 m sobre el nivel del mar.El Steinlach fluye en dirección norte. Después recibir varios arroyos fuera de Mössingen, fluye a través de Ofterdingen, Nehren, y Dußlingen hasta Tubinga, donde desemboca en el Neckar.